# Тамерлан Тагзієв
Тамерла́н Таймура́зович Тагзі́єв (англ. Tamerlan Tagziev, рос. Тамерлан Таймуразович Тагзиев; нар. 25 вересня 1981, Беслан, Північно-Осетинська АРСР, РРФСР, СРСР) — канадський борець вільного стилю осетинського походження, чемпіон Ігор Співдружності, срібний призер Панамериканського чемпіонату, бронзовий призер Панамериканських ігор.

## Життєпис
Боротьбою почав займатися з 1998 року. У 2009 році переїхав до Канади і того ж року почав виступати за національну збірну цієї країни. Виступає за борцівський клуб «Impac», Торонто. Тренер — Джей Джордан.
Влітку 2016 року Тамерлан Тагзієв був дискваліфікований на чотири роки за вживання заборонених речовин. В пробі спортсмена, яка була взята на змаганнях 8 травня 2016 року, виявили мельдоній. Протягом терміну дискваліфікації Тагзієв не має права брати участь у будь-яких спортивних заходах, включаючи тренування з партнерами по збірній.

## Спортивні результати на міжнародних змаганнях

### Виступи на Чемпіонатах світу
| Змагання                        | Збірна | Вагова категорія          | Місце |
| ------------------------------- | ------ | ------------------------- | ----- |
| Чемпіонат світу з боротьби 2013 | Канада | вільна боротьба, до 84 кг | 21    |
| Чемпіонат світу з боротьби 2014 | Канада | вільна боротьба, до 86 кг | 22    |
| Чемпіонат світу з боротьби 2015 | Канада | вільна боротьба, до 86 кг | 32    |

### Виступи на Панамериканських чемпіонатах
| Змагання                                   | Збірна | Вагова категорія          | Місце  |
| ------------------------------------------ | ------ | ------------------------- | ------ |
| Панамериканський чемпіонат з боротьби 2013 | Канада | вільна боротьба, до 84 кг | Срібло |

### Виступи на Панамериканських іграх
| Змагання                  | Збірна | Вагова категорія          | Місце  |
| ------------------------- | ------ | ------------------------- | ------ |
| Панамериканські ігри 2015 | Канада | вільна боротьба, до 86 кг | Бронза |

### Виступи на Іграх Співдружності
| Змагання                | Збірна | Вагова категорія          | Місце  |
| ----------------------- | ------ | ------------------------- | ------ |
| Ігри Співдружності 2014 | Канада | вільна боротьба, до 86 кг | Золото |

### Виступи на інших змаганнях
| Змагання                                                         | Збірна | Вагова категорія                 | Місце  |
| ---------------------------------------------------------------- | ------ | -------------------------------- | ------ |
| Турнір Дмитра Коркіна 2012                                       | Канада | вільна боротьба, до 84 кг        | Бронза |
| Об'єднаний турнір з 4 видів боротьби 2013                        | Канада | multiple Style Event, до LL84 кг | Срібло |
| Гран-прі Іспанії з боротьби 2013                                 | Канада | вільна боротьба, до 84 кг        | Бронза |
| Міжнародний турнір Дінмухамеда Кунаєва 2013                      | Канада | вільна боротьба, до 84 кг        | Бронза |
| Золотий Гран-прі з боротьби 2013 (Баку)                          | Канада | вільна боротьба, до 84 кг        | 8      |
| Турнір міста Сассарі з боротьби 2014                             | Канада | вільна боротьба, до 86 кг        | Срібло |
| Кубок Канади з боротьби 2014                                     | Канада | вільна боротьба, до 86 кг        | Срібло |
| Турнір «Олімпія» 2015                                            | Канада | вільна боротьба, до 86 кг        | Бронза |
| Інтерконтинентальний кубок з боротьби 2015                       | Канада | вільна боротьба, до 86 кг        | 9      |
| Олімпійський кваліфікаційний турнір з боротьби 2016 (Фріско)     | Канада | вільна боротьба, до 86 кг        | 5      |
| Олімпійський кваліфікаційний турнір з боротьби 2016 (Улан-Батор) | Канада | вільна боротьба, до 86 кг        | 7      |
| Олімпійський кваліфікаційний турнір з боротьби 2016 (Стамбул)    | Канада | вільна боротьба, до 86 кг        | 7      |